# Trial de las Naciones
El Trial de las Naciones, oficialmente FIM Trial des Nations, es una competición internacional de trial por equipos organizada por la Federación Internacional de Motociclismo (FIM) y con origen en Francia (aunque la primera edición tuvo lugar en Polonia) y que se disputa anualmente desde 1984 en una sede determinada previamente. Cada equipo nacional participa con cuatro motociclistas en categoría masculina y tres en la femenina. El equipo que obtiene menos penalizaciones en el cómputo global de sus participantes resulta campeón. El equipo español ostenta el título de campeón en 30 de las 40 ediciones disputadas.
En 1995 la FIM creó dos categorías, para diferenciar los países con más nivel de los de menos nivel. En la máxima categoría suelen participar 9 países, y 14 en la segunda categoría.
La competición femenina se inició en el año 2000, con la denominación de FIM Women's Trial des Nations (Trial de las Naciones Femenino) y dominada por España y Reino Unido con una gran ventaja respecto a los demás países participantes.
Entre 2002 y 2008 se disputó una modalidad en interior, llamada Trial de las Naciones Indoor, ganada siempre por el equipo español. En esta competición participaban los 3 países mejor posicionados, con 3 pilotos de cada país. Esta competición se reinició en 2012 con el nuevo nombre FIM X-trial des nations y España, con los pilotos Toni Bou y Albert Cabestany, venció de nuevo esa primera edición.
En 2020 y debido a la Pandemia de COVID-19, no pudo elegirse una fecha para la competición, por lo que se decidió aplazar al 17 de septiembre de 2021.

## Palmarés
| Año  | Campeón masculino | Pilotos            | Moto    | Campeón femenino | País sede       | Localidad                          |
| ---- | ----------------- | ------------------ | ------- | ---------------- | --------------- | ---------------------------------- |
| 1984 | Francia           | Philippe Berlatier | Italjet | -                | Polonia         | Myslenice                          |
| 1984 | Francia           | Gilles Burgat      | Fantic  | -                | Polonia         | Myslenice                          |
| 1984 | Francia           | Fred Michaud       | Fantic  | -                | Polonia         | Myslenice                          |
| 1984 | Francia           | Thierry Michaud    | Fantic  | -                | Polonia         | Myslenice                          |
|      |                   |                    |         |                  |                 |                                    |
| 1985 | Francia           | Philippe Berlatier | Aprilia | -                | Italia          | Piano Rancio                       |
| 1985 | Francia           | Gilles Burgat      | Yamaha  | -                | Italia          | Piano Rancio                       |
| 1985 | Francia           | Pascal Couturier   | Beta    | -                | Italia          | Piano Rancio                       |
| 1985 | Francia           | Thierry Michaud    | Fantic  | -                | Italia          | Piano Rancio                       |
|      |                   |                    |         |                  |                 |                                    |
| 1986 | Francia           | Philippe Berlatier | Aprilia | -                | Austria         | Limberg                            |
| 1986 | Francia           | Gilles Burgat      | Yamaha  | -                | Austria         | Limberg                            |
| 1986 | Francia           | Pascal Couturier   | JCM     | -                | Austria         | Limberg                            |
| 1986 | Francia           | Thierry Michaud    | Fantic  | -                | Austria         | Limberg                            |
|      |                   |                    |         |                  |                 |                                    |
| 1987 | Italia            | Diego Bosis        | Aprilia | -                | Finlandia       | Tampere                            |
| 1987 | Italia            | Renato Chiaberto   | Beta    | -                | Finlandia       | Tampere                            |
| 1987 | Italia            | Carlo Franco       | Beta    | -                | Finlandia       | Tampere                            |
| 1987 | Italia            | Donato Miglio      | Garelli | -                | Finlandia       | Tampere                            |
|      |                   |                    |         |                  |                 |                                    |
| 1988 | Francia           | Philippe Berlatier | Beta    | -                | Checoslovaquia  | Revnice                            |
| 1988 | Francia           | Pascal Couturier   | JCM     | -                | Checoslovaquia  | Revnice                            |
| 1988 | Francia           | Thierry Girard     | Yamaha  | -                | Checoslovaquia  | Revnice                            |
| 1988 | Francia           | Thierry Michaud    | Fantic  | -                | Checoslovaquia  | Revnice                            |
|      |                   |                    |         |                  |                 |                                    |
| 1989 | España            | Amós Bilbao        | Fantic  | -                | Bélgica         | Bertrix                            |
| 1989 | España            | Andreu Codina      | Gas Gas | -                | Bélgica         | Bertrix                            |
| 1989 | España            | Gabino Renales     | Montesa | -                | Bélgica         | Bertrix                            |
| 1989 | España            | Jordi Tarrés       | Beta    | -                | Bélgica         | Bertrix                            |
|      |                   |                    |         |                  |                 |                                    |
| 1990 | Francia           | Philippe Berlatier | Beta    | -                | Francia         | Massais                            |
| 1990 | Francia           | Bruno Camozzi      | Fantic  | -                | Francia         | Massais                            |
| 1990 | Francia           | Pascal Couturier   | Beta    | -                | Francia         | Massais                            |
| 1990 | Francia           | Thierry Girard     | Montesa | -                | Francia         | Massais                            |
|      |                   |                    |         |                  |                 |                                    |
| 1991 | España            | Amós Bilbao        | Gas Gas | -                | Alemania        | Grossheubach                       |
| 1991 | España            | Marc Colomer       | Montesa | -                | Alemania        | Grossheubach                       |
| 1991 | España            | Gabino Renales     | Montesa | -                | Alemania        | Grossheubach                       |
| 1991 | España            | Jordi Tarrés       | Beta    | -                | Alemania        | Grossheubach                       |
|      |                   |                    |         |                  |                 |                                    |
| 1992 | España            | Amós Bilbao        | Gas Gas | -                | Estados Unidos  | Watkins Glen                       |
| 1992 | España            | Marc Colomer       | Montesa | -                | Estados Unidos  | Watkins Glen                       |
| 1992 | España            | Joan Pons          | Beta    | -                | Estados Unidos  | Watkins Glen                       |
| 1992 | España            | Jordi Tarrés       | Beta    | -                | Estados Unidos  | Watkins Glen                       |
|      |                   |                    |         |                  |                 |                                    |
| 1993 | España            | Amós Bilbao        | Montesa | -                | Irlanda         | Kilbroney Park                     |
| 1993 | España            | Marc Colomer       | Beta    | -                | Irlanda         | Kilbroney Park                     |
| 1993 | España            | Joan Pons          | Gas Gas | -                | Irlanda         | Kilbroney Park                     |
| 1993 | España            | Jordi Tarrés       | Gas Gas | -                | Irlanda         | Kilbroney Park                     |
|      |                   |                    |         |                  |                 |                                    |
| 1994 | España            | Marc Colomer       | Beta    | -                | Andorra         | La Rabassa                         |
| 1994 | España            | Ángel García       | Gas Gas | -                | Andorra         | La Rabassa                         |
| 1994 | España            | Joan Pons          | Gas Gas | -                | Andorra         | La Rabassa                         |
| 1994 | España            | Jordi Tarrés       | Gas Gas | -                | Andorra         | La Rabassa                         |
|      |                   |                    |         |                  |                 |                                    |
| 1995 | España            | Amós Bilbao        | Beta    | -                | Austria         | Piesting                           |
| 1995 | España            | Marc Colomer       | Montesa | -                | Austria         | Piesting                           |
| 1995 | España            | Joan Pons          | Gas Gas | -                | Austria         | Piesting                           |
| 1995 | España            | Jordi Tarrés       | Gas Gas | -                | Austria         | Piesting                           |
|      |                   |                    |         |                  |                 |                                    |
| 1996 | España            | Amós Bilbao        | Gas Gas | -                | Suecia          | Kinna                              |
| 1996 | España            | Marc Colomer       | Montesa | -                | Suecia          | Kinna                              |
| 1996 | España            | Marcel Justribó    | Beta    | -                | Suecia          | Kinna                              |
| 1996 | España            | Jordi Tarrés       | Gas Gas | -                | Suecia          | Kinna                              |
|      |                   |                    |         |                  |                 |                                    |
| 1997 | Reino Unido       | Dan Clark          | Beta    | -                | Isla de Man     | Douglas                            |
| 1997 | Reino Unido       | Steve Colley       | Gas Gas | -                | Isla de Man     | Douglas                            |
| 1997 | Reino Unido       | Graham Jarvis      | Scorpa  | -                | Isla de Man     | Douglas                            |
| 1997 | Reino Unido       | Dougie Lampkin     | Beta    | -                | Isla de Man     | Douglas                            |
|      |                   |                    |         |                  |                 |                                    |
| 1998 | España            | Amós Bilbao        | Gas Gas | -                | Italia          | Chiesa Valmalenco                  |
| 1998 | España            | Marc Colomer       | Montesa | -                | Italia          | Chiesa Valmalenco                  |
| 1998 | España            | Marcel Justribó    | Gas Gas | -                | Italia          | Chiesa Valmalenco                  |
| 1998 | España            | Jordi Pascuet      | Gas Gas | -                | Italia          | Chiesa Valmalenco                  |
|      |                   |                    |         |                  |                 |                                    |
| 1999 | Reino Unido       | Steve Colley       | Gas Gas | -                | Luxemburgo      | Ettelbruck                         |
| 1999 | Reino Unido       | Martin Crosswaite  | Gas Gas | -                | Luxemburgo      | Ettelbruck                         |
| 1999 | Reino Unido       | Graham Jarvis      | Sherco  | -                | Luxemburgo      | Ettelbruck                         |
| 1999 | Reino Unido       | Dougie Lampkin     | Beta    | -                | Luxemburgo      | Ettelbruck                         |
|      |                   |                    |         |                  |                 |                                    |
| 2000 | España            | Albert Cabestany   | Beta    | España           | España          | Seva                               |
| 2000 | España            | Marc Colomer       | Montesa | España           | España          | Seva                               |
| 2000 | España            | Marc Freixa        | Gas Gas | España           | España          | Seva                               |
| 2000 | España            | Marcel Justribó    | Montesa | España           | España          | Seva                               |
|      |                   |                    |         |                  |                 |                                    |
| 2001 | España            | Albert Cabestany   | Beta    | Noruega          | Francia         | La Bresse                          |
| 2001 | España            | Marc Colomer       | Gas Gas | Noruega          | Francia         | La Bresse                          |
| 2001 | España            | Marc Freixa        | Sherco  | Noruega          | Francia         | La Bresse                          |
| 2001 | España            | Adam Raga          | Gas Gas | Noruega          | Francia         | La Bresse                          |
|      |                   |                    |         |                  |                 |                                    |
| 2002 | Reino Unido       | Steve Colley       | Gas Gas | España           | Portugal        | Paços de Ferreira                  |
| 2002 | Reino Unido       | Sam Connor         | Gas Gas | España           | Portugal        | Paços de Ferreira                  |
| 2002 | Reino Unido       | Graham Jarvis      | Sherco  | España           | Portugal        | Paços de Ferreira                  |
| 2002 | Reino Unido       | Dougie Lampkin     | Montesa | España           | Portugal        | Paços de Ferreira                  |
|      |                   |                    |         |                  |                 |                                    |
| 2003 | Reino Unido       | Sam Connor         | Gas Gas | Alemania         | Italia          | Lavarone                           |
| 2003 | Reino Unido       | Ben Hemingway      | Beta    | Alemania         | Italia          | Lavarone                           |
| 2003 | Reino Unido       | Graham Jarvis      | Sherco  | Alemania         | Italia          | Lavarone                           |
| 2003 | Reino Unido       | Dougie Lampkin     | Montesa | Alemania         | Italia          | Lavarone                           |
|      |                   |                    |         |                  |                 |                                    |
| 2004 | España            | Albert Cabestany   | Beta    | Francia          | España          | Córdoba                            |
| 2004 | España            | Jeroni Fajardo     | Gas Gas | Francia          | España          | Córdoba                            |
| 2004 | España            | Marc Freixa        | Montesa | Francia          | España          | Córdoba                            |
| 2004 | España            | Adam Raga          | Gas Gas | Francia          | España          | Córdoba                            |
|      |                   |                    |         |                  |                 |                                    |
| 2005 | España            | Toni Bou           | Beta    | Alemania         | Italia          | Sestriere                          |
| 2005 | España            | Albert Cabestany   | Sherco  | Alemania         | Italia          | Sestriere                          |
| 2005 | España            | Marc Freixa        | Montesa | Alemania         | Italia          | Sestriere                          |
| 2005 | España            | Adam Raga          | Gas Gas | Alemania         | Italia          | Sestriere                          |
|      |                   |                    |         |                  |                 |                                    |
| 2006 | España            | Toni Bou           | Beta    | Reino Unido      | Francia         | Bréal-sous-Montfort Breal-Moñforzh |
| 2006 | España            | Albert Cabestany   | Sherco  | Reino Unido      | Francia         | Bréal-sous-Montfort Breal-Moñforzh |
| 2006 | España            | Jeroni Fajardo     | Gas Gas | Reino Unido      | Francia         | Bréal-sous-Montfort Breal-Moñforzh |
| 2006 | España            | Adam Raga          | Gas Gas | Reino Unido      | Francia         | Bréal-sous-Montfort Breal-Moñforzh |
|      |                   |                    |         |                  |                 |                                    |
| 2007 | España            | Toni Bou           | Montesa | Reino Unido      | Isla de Man     | Douglas                            |
| 2007 | España            | Albert Cabestany   | Sherco  | Reino Unido      | Isla de Man     | Douglas                            |
| 2007 | España            | Jeroni Fajardo     | Beta    | Reino Unido      | Isla de Man     | Douglas                            |
| 2007 | España            | Adam Raga          | Gas Gas | Reino Unido      | Isla de Man     | Douglas                            |
|      |                   |                    |         |                  |                 |                                    |
| 2008 | España            | Toni Bou           | Montesa | España           | Andorra         | La Rabassa                         |
| 2008 | España            | Albert Cabestany   | Sherco  | España           | Andorra         | La Rabassa                         |
| 2008 | España            | Jeroni Fajardo     | Beta    | España           | Andorra         | La Rabassa                         |
| 2008 | España            | Adam Raga          | Gas Gas | España           | Andorra         | La Rabassa                         |
|      |                   |                    |         |                  |                 |                                    |
| 2009 | España            | Toni Bou           | Montesa | Reino Unido      | Italia          | Darfo Boario Terme                 |
| 2009 | España            | Albert Cabestany   | Sherco  | Reino Unido      | Italia          | Darfo Boario Terme                 |
| 2009 | España            | Jeroni Fajardo     | Beta    | Reino Unido      | Italia          | Darfo Boario Terme                 |
| 2009 | España            | Adam Raga          | Gas Gas | Reino Unido      | Italia          | Darfo Boario Terme                 |
|      |                   |                    |         |                  |                 |                                    |
| 2010 | España            | Toni Bou           | Montesa | España           | Polonia         | Myslenice                          |
| 2010 | España            | Albert Cabestany   | Sherco  | España           | Polonia         | Myslenice                          |
| 2010 | España            | Jeroni Fajardo     | Beta    | España           | Polonia         | Myslenice                          |
| 2010 | España            | Adam Raga          | Gas Gas | España           | Polonia         | Myslenice                          |
|      |                   |                    |         |                  |                 |                                    |
| 2011 | España            | Toni Bou           | Montesa | España           | Italia          | Tolmezzo                           |
| 2011 | España            | Albert Cabestany   | Sherco  | España           | Italia          | Tolmezzo                           |
| 2011 | España            | Jeroni Fajardo     | OSSA    | España           | Italia          | Tolmezzo                           |
| 2011 | España            | Adam Raga          | Gas Gas | España           | Italia          | Tolmezzo                           |
|      |                   |                    |         |                  |                 |                                    |
| 2012 | España            | Toni Bou           | Montesa | España           | Suiza           | Moutier                            |
| 2012 | España            | Albert Cabestany   | Sherco  | España           | Suiza           | Moutier                            |
| 2012 | España            | Jeroni Fajardo     | Beta    | España           | Suiza           | Moutier                            |
| 2012 | España            | Adam Raga          | Gas Gas | España           | Suiza           | Moutier                            |
|      |                   |                    |         |                  |                 |                                    |
| 2013 | España            | Toni Bou           | Montesa | Reino Unido      | Francia         | La Châtre                          |
| 2013 | España            | Albert Cabestany   | Sherco  | Reino Unido      | Francia         | La Châtre                          |
| 2013 | España            | Jeroni Fajardo     | Beta    | Reino Unido      | Francia         | La Châtre                          |
| 2013 | España            | Adam Raga          | Gas Gas | Reino Unido      | Francia         | La Châtre                          |
|      |                   |                    |         |                  |                 |                                    |
| 2014 | España            | Toni Bou           | Montesa | Reino Unido      | Andorra         | San Julián de Loria                |
| 2014 | España            | Albert Cabestany   | Sherco  | Reino Unido      | Andorra         | San Julián de Loria                |
| 2014 | España            | Jeroni Fajardo     | Beta    | Reino Unido      | Andorra         | San Julián de Loria                |
| 2014 | España            | Adam Raga          | Gas Gas | Reino Unido      | Andorra         | San Julián de Loria                |
|      |                   |                    |         |                  |                 |                                    |
| 2015 | España            | Toni Bou           | Montesa | Reino Unido      | España          | Tarragona                          |
| 2015 | España            | Albert Cabestany   | Sherco  | Reino Unido      | España          | Tarragona                          |
| 2015 | España            | Jeroni Fajardo     | Beta    | Reino Unido      | España          | Tarragona                          |
| 2015 | España            | Adam Raga          | TRS     | Reino Unido      | España          | Tarragona                          |
|      |                   |                    |         |                  |                 |                                    |
| 2016 | España            | Toni Bou           | Montesa | Reino Unido      | Francia         | Isola 2000                         |
| 2016 | España            | Albert Cabestany   | Sherco  | Reino Unido      | Francia         | Isola 2000                         |
| 2016 | España            | Adam Raga          | TRS     | Reino Unido      | Francia         | Isola 2000                         |
|      |                   |                    |         |                  |                 |                                    |
| 2017 | España            | Toni Bou           | Montesa | España           | España          | Bayona                             |
| 2017 | España            | Jaime Bustó        | Montesa | España           | España          | Bayona                             |
| 2017 | España            | Adam Raga          | TRS     | España           | España          | Bayona                             |
|      |                   |                    |         |                  |                 |                                    |
| 2018 | España            | Toni Bou           | Montesa | Reino Unido      | República Checa | Sokolov                            |
| 2018 | España            | Jeroni Fajardo     | Gas Gas | Reino Unido      | República Checa | Sokolov                            |
| 2018 | España            | Jaime Bustó        | Gas Gas | Reino Unido      | República Checa | Sokolov                            |
|      |                   |                    |         |                  |                 |                                    |
| 2019 | España            | Toni Bou           | Montesa | España           | España          | Ibiza                              |
| 2019 | España            | Jeroni Fajardo     | Gas Gas | España           | España          | Ibiza                              |
| 2019 | España            | Adam Raga          | TRRS    | España           | España          | Ibiza                              |
|      |                   |                    |         |                  |                 |                                    |
| 2020 | Aplazado          | -                  | -       | -                | -               | -                                  |
|      |                   |                    |         |                  |                 |                                    |
| 2021 | España            | Toni Bou           | Montesa | España           | Portugal        | Gouveia                            |
| 2021 | España            | Adam Raga          | TRRS    | España           | Portugal        | Gouveia                            |
| 2021 | España            | Jaime Bustó        | Vértigo | España           | Portugal        | Gouveia                            |
| 2022 | España            | Toni Bou           | Montesa | España           | Italia          | Monza                              |
| 2022 | España            | Jaime Bustó        | Vértigo | España           | Italia          | Monza                              |
| 2022 | España            | Adam Raga          | TRRS    | España           | Italia          | Monza                              |
| 2023 | España            | Toni Bou           | Montesa | Reino Unido      | Francia         | Auron                              |
| 2023 | España            | Jaime Bustó        | Gas Gas | Reino Unido      | Francia         | Auron                              |
| 2023 | España            | Gabriel Marcelli   | Montesa | Reino Unido      | Francia         | Auron                              |
| 2024 | España            | Toni Bou           | Montesa | Reino Unido      | España          | Pobladura de las Regueras          |
| 2024 | España            | Gabriel Marcelli   | Montesa | Reino Unido      | España          | Pobladura de las Regueras          |
| 2024 | España            | Adam Raga          | Sherco  | Reino Unido      | España          | Pobladura de las Regueras          |
| Año  | Campeón masculino | Pilotos            | Moto    | Campeón femenino | País Sede       | Localidad                          |

1. ↑  La competición fue aplazada a 2021 debido a la Pandemia de COVID-19 de 2020.[4]

## Victorias por país (masculino)
La siguiente tabla muestra los países con más victorias en el Trial de las Naciones, en categoría masculina, a septiembre de 2024:
| Posición | País        | Victorias |
| -------- | ----------- | --------- |
| 1        | España      | 30        |
| 2        | Francia     | 5         |
| 3        | Reino Unido | 4         |
| 4        | Italia      | 1         |

## Victorias por país (femenino)
La siguiente tabla muestra los países con más victorias en el Trial de las Naciones, en categoría femenina, al término de la edición de 2024:
| Posición | País        | Victorias |
| -------- | ----------- | --------- |
| 1        | España      | 10        |
| 2        | Reino Unido | 10        |
| 3        | Alemania    | 2         |
| 4        | Francia     | 1         |
| 4        | Noruega     | 1         |